# Столяров, Яков Васильевич
Яков Васильевич Столяров (28 октября (9) ноября 1878 — 3 декабря 1945) — советский учёный в сфере прикладной механики и железобетонных конструкций.

## Биография
Яков Столяров родился в 1878 году в Москве, в многодетной семье госслужащего. Окончил Саратовское реальное училище, затем учился на механическом отделении Харьковского технологического института, где в 1902 году получил образование инженера-технолога. В 1899 году был задержан за участие в студенческом протесте и отправлен на один год в Саратовскую губернию под надсмотр полиции.
Получив образование, работал конструктором на Харьковском паровозостроительном заводе. В 1904 году вернулся на работу в Харьковский технологический институт, занял должность преподавателя теории стройматериалов. В 1910 году стал руководителем кафедры прикладной механики, а в 1912 году получил звание профессора прикладной механики и теории построения машин.
Директор Харьковского технологического института рекомендовал отправить Столярова в командировку в Западную Европу для изучения механических лабораторий для экспериментов над материалами. В Париже он познакомился с новым материалом — железобетоном, который тогда только начинали применять в строительстве. По приезде в Харьков Столяров впервые в Российской империи прочитал курс лекций «Теория и расчёт железобетонных конструкций».
Столяров дал начало изучения свойств железобетона в высшей школе, что стало толчком к применению этого материала на практике в строительстве.
Существенная нехватка высококлассных научных сотрудников в технических учебных заведениях Харькова, стала причиной того, что профессора Столярова приглашали для чтения лекций по стройматериалам и конструкциям.
Преподавать в ХИИКС профессор Столяров начал в 1943 году, став заведующим кафедрой инженерных конструкций. Профессор Столяров считался одним из лучших специалистов в сфере инженерных конструкций и стройматериалов. Он пользовался весомым авторитетом в научных кругах.
Благодаря Столярову в Харькове была открыта опытная станция по строительству при ВСНХ УССР, которая позже стала украинским Научно-исследовательским институтом промышленных и гражданских сооружений. Столяров стал действительным членом института по специальности «Строительная механика и железобетон». Под его началом были проведены исследовательские работы, которые существенно содействовали развитию строительства. Это работы в сфере использования новых материалов, изучения крупноблочного строительства, сборного железобетона, изобретения по разным аспектам строительной механики и теории сооружений. В то же время Столяров издал множество книг и научных работ, которые существенно заинтересовали специалистов и студенчество.
Профессор Столяров принимал активное участие в техническом просвещении молодёжи. Он состоял в постоянной комиссии по техническому образованию при Харьковском отделении Русского технического общества.
Работал в Наркомпросе УССР, был членом его научно-методологического комитета. Его книга «Организация учебно-методологической работы в институтах» рекомендовалась как обязательное учебное пособие для вузов.
Столяров уделял много времени популяризации технических знаний и современных достижений в сфере строительства. Проводил лекции во многих городах для инженерно-технических работников предприятий, проектировщиков и строителей. Создавал научные базы на многих больших стройках СССР. Давал экспертную оценку проектов ряда крупных промышленных объектов.
В 1934 году стал членом Всеукраинской ассоциации инженеров, главой технического совета «Южсоюзстроя», входил в состав редколлегии харьковской газеты «За технику» и Областного Союза строителей.
В 1944 году указом Президиума Верховного Совета СССР Столяров был удостоен ордена «Знак почёта».